# 栋布兰
栋布兰（法語：Domblain，法語發音：[dɔ̃blɛ̃]）是法国上马恩省的一个市镇，位于该省西北部，属于圣迪济耶区。

## 地理
栋布兰（48°28'15"N, 4°59'37"E）面积5.33 平方千米，位于法国大東部大區上马恩省，该省份为法国东北部内陆省份，北起马恩省和默兹省，西接奥布省，西南接科多尔省，东南接上索恩省，东临孚日省。
与栋布兰接壤的市镇（或旧市镇、城区）包括：费镇、甘德勒库尔-欧索尔姆、莫朗库尔、拉什库尔-叙泽蒙、瓦勒雷、布莱斯河畔沃。

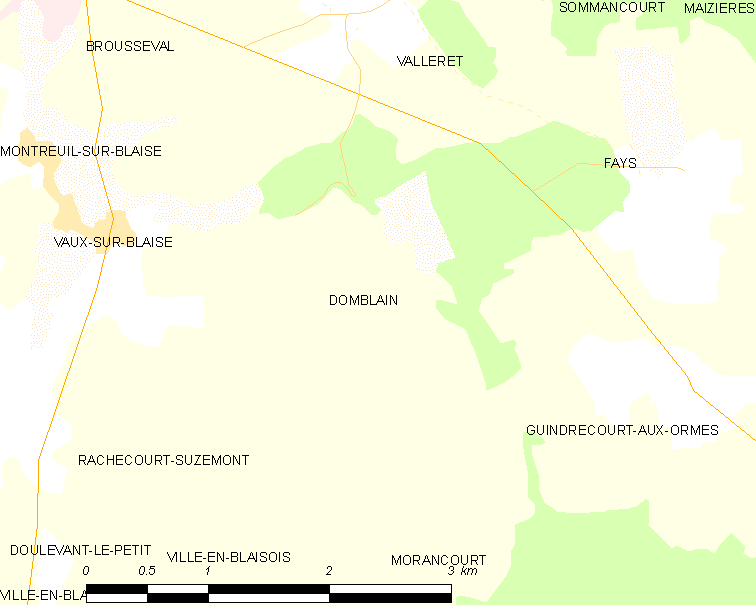
栋布兰的OSM定位图

栋布兰的时区为UTC+01:00、UTC+02:00（夏令时）。

## 行政
栋布兰的邮政编码为52130，INSEE市镇编码为52169。

## 政治
栋布兰所属的省级选区为厄尔维尔-比安维尔县。

## 人口

1962-2008年间栋布兰人口变化图示

栋布兰于2022年1月1日时的人口数量为83人。